# Primera trilogía de Star Wars
La Primera trilogía de Star Wars (conocida como Trilogía Original y anteriormente comercializada como Star Wars Trilogy) es el primer conjunto de películas pertenecientes a la franquicia Star Wars, una ópera espacial estadounidense creada por George Lucas. Fue producido por Lucasfilm, distribuido hasta 2019 por 20th Century Fox y hoy por Walt Disney Company, y consta de Star Wars (1977), The Empire Strikes Back (1980) y Return of the Jedi (1983). Comenzando su narración in medias res, la trilogía original sirve como el segundo acto de la saga Skywalker, conformado de nueve episodios. Le siguió una trilogía de precuelas entre 1999 y 2005, y una trilogía de secuelas entre 2015 y 2019. Colectivamente, se los conoce como la "Saga Skywalker" para distinguirlos de las películas spin-off ambientadas en el mismo universo.
La trilogía se centra en 2 aspectos; por un lado, la Guerra Civil Galáctica entre la Alianza Rebelde y el tiránico Imperio Galáctico, y por otro, en el viaje del héroe arquetípico de Luke Skywalker en su búsqueda para convertirse en Jedi bajo la tutela de los Maestros exiliados Obi-Wan Kenobi y Yoda. Luke une fuerzas con la Princesa Leia, Han Solo, Chewbacca, C-3PO, R2-D2 y la Alianza Rebelde para enfrentarse al Imperio y al malvado Lord Sith Darth Vader.
La película original de Star Wars recibió elogios generalizados de la crítica por su narración, sus personajes, la partitura musical de John Williams y sus innovadores efectos visuales y de sonido. La película superó en su momento a Tiburón de 1975 como la película más taquillera de todos los tiempos, convirtiendo las películas de ciencia ficción en un género de gran éxito, hasta que fue superada por E.T., el ExtraTerrestre en 1982. Tanto Star Wars como The Empire Strikes Back han sido aclamadas como algunas de las películas más grandes e importantes de todos los tiempos. Con el éxito de la trilogía, Star Wars se convirtió en un fenómeno de la cultura pop, generando un imperio comercial multimillonario y una franquicia en expansión. Las tres películas han sido incluidas por la Biblioteca del Congreso de los EE. UU. para su conservación en el Registro Nacional de Cine por ser "cultural, histórica o estéticamente significativas".

## Antecedentes
En 1971, George Lucas buscaba filmar una adaptación del serial de Flash Gordon, pero no pudo obtener los derechos; así comenzó a desarrollar su propia historia inspirado en el trabajo de Edgar Rice Burroughs. Inmediatamente después de dirigir y darse a conocer con American Graffiti (1973), Lucas escribió una sinopsis de dos páginas para su ópera espacial, titulada Journal of the Whills. Después de que United Artists, Universal Studios y Disney rechazaran la película, 20th Century Fox decidió invertir en ella. Lucas sintió que su historia original era demasiado difícil de entender, por lo que el 17 de abril de 1973 comenzó a escribir un guion de 13 páginas titulado The Star Wars, que comparte fuertes similitudes con The Hidden Fortress de Akira Kurosawa (1958). Para mayo de 1974, había ampliado el guion en el primer borrador de un guion,  agregando elementos como los Sith y la Estrella de la Muerte, pero descubrió que el guion había crecido demasiado para una sola película.  Los borradores posteriores se convirtieron en el guion de la película original.
Lucas negoció para retener los derechos de la secuela. Tom Pollock, entonces abogado de Lucas, escribe: "Llegamos a un acuerdo de que George retendría los derechos de la secuela. No todos los [derechos de comercialización] que vinieron después, eso sí; sólo los derechos de secuela. Y Fox obtendría un derecho de primera oportunidad y último rechazo para hacer la película". A Lucas se le ofrecieron $50,000 para escribir, otros $50,000 para producir y $50,000 para dirigir la película; su compensación como director se incrementó posteriormente a 100.000 dólares. También negoció los derechos de la secuela y la propiedad del 40% de las ganancias de comercialización. El miembro del elenco de American Graffiti, Harrison Ford, había renunciado a la actuación para intentar convertirse en carpintero, hasta que Lucas lo contrató para interpretar a Han Solo.

## Casting

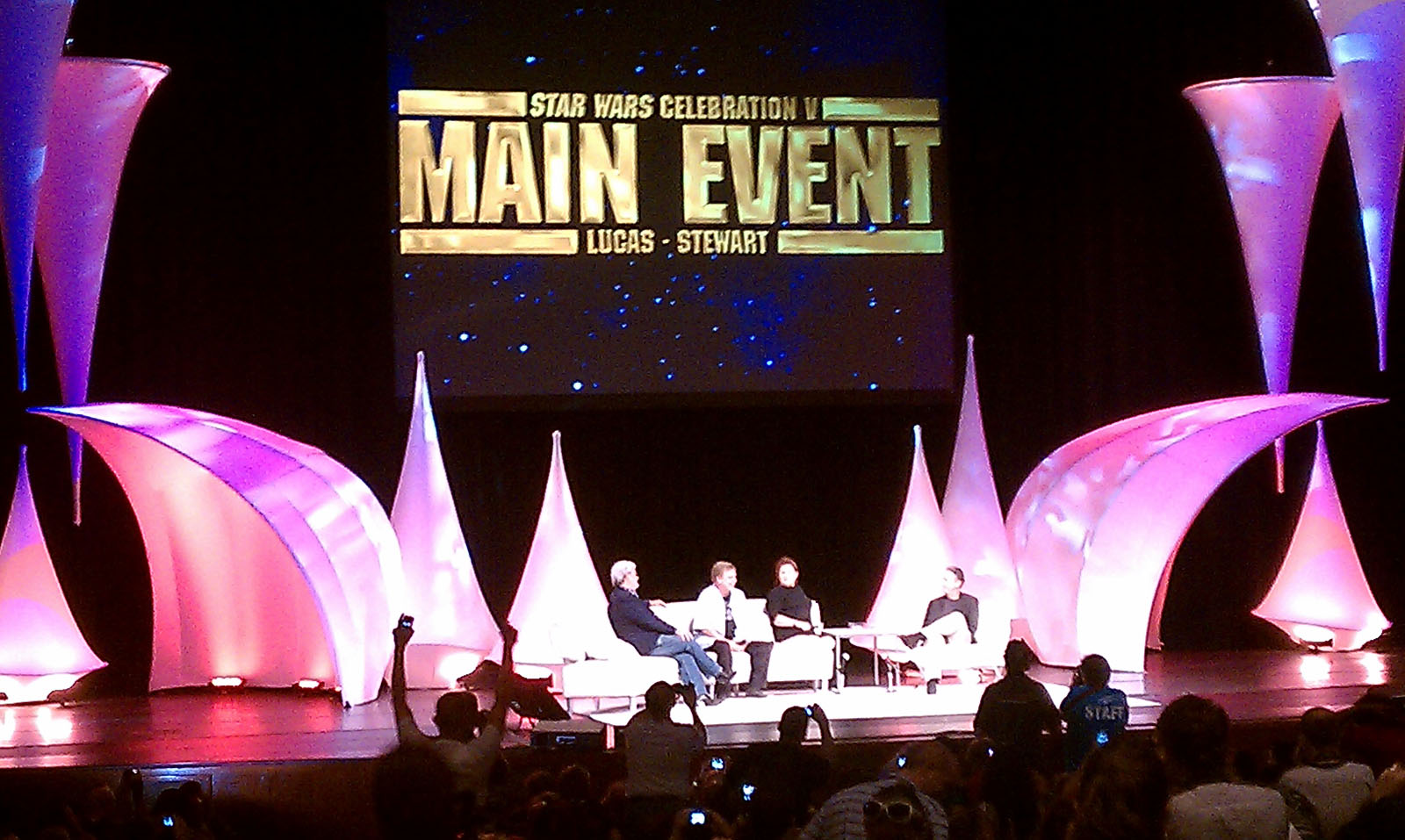
Celebración de Star Wars.

Miles de actores participaron en audiciones para la búsqueda del elenco principal de la trilogía. Muchos espectadores consideran que los actores seleccionados tienen química en pantalla a pesar de que algunos de ellos no tenían experiencia, con las notables excepciones de Alec Guinness y Peter Cushing. Algunos, como Ford, han dicho que el diálogo en los guiones es torpe, y varias líneas no estaban escritas; sin embargo, algunos de estos se consideran entre los momentos más memorables de las películas.

## Películas
Star Wars fue lanzado el 25 de mayo de 1977; en ella, el improbable héroe Luke Skywalker se ve envuelto en un conflicto galáctico entre el Imperio y la Alianza Rebelde al encontrarse con dos droides y un viejo Caballero Jedi; su camino lo llevará a ayudar a la Rebelión a lograr una de sus victorias más importantes. El éxito inesperado de la película llevó a Lucas a convertirla en la base de una elaborada saga. Con la historia de fondo que creó para la secuela, Lucas decidió que la saga sería una trilogía de trilogías, con la película original subtitulada Episodio IV: Una nueva esperanza para establecerla como la primera parte de la segunda trilogía. La primera secuela, Star Wars: Episodio V – El Imperio Contraataca, fue lanzada el 21 de mayo de 1980, y ve a Luke comenzar su entrenamiento como Jedi con el último maestro vivo, Yoda. Luke se enfrenta al Lord Sith Darth Vader, quien en un intento por llevarlo al lado oscuro de la Fuerza, se revela como su padre. La tercera película, Episodio VI - El retorno del Jedi, se estrenó el 25 de mayo de 1983 y sigue a Luke ya convertido en un Jedi de pleno derecho. En ella, mientras Han y Leia libran una gran batalla en Endor, Luke logra redimir a Vader, salvando así a la galaxia del Imperio. Las secuelas fueron autofinanciadas por Lucasfilm y, en general, se publicitaron sin la distinción de número de episodios presente en sus primeros rastreos.
| Película                | Fecha de lanzamiento | Director         | Guionista(s)                     | Historia de  | Productores      | Distribuidor                                         |
| ----------------------- | -------------------- | ---------------- | -------------------------------- | ------------ | ---------------- | ---------------------------------------------------- |
| Star Wars               | 25 de mayo de 1977   | George Lucas     | George Lucas                     | George Lucas | Gary Kurtz       | 20th Century Fox Walt Disney Studios Motion Pictures |
| The Empire Strikes Back | 21 de mayo de 1980   | Irvin Kershner   | Leigh Brackett y Lawrence Kasdan | George Lucas | Gary Kurtz       | 20th Century Fox Walt Disney Studios Motion Pictures |
| Return of the Jedi      | 25 de mayo de 1983   | Richard Marquand | Lawrence Kasdan y George Lucas   | George Lucas | Howard Kazanjian | 20th Century Fox Walt Disney Studios Motion Pictures |

### Una nueva esperanza
Una nave espacial Rebelde es interceptada por el Imperio sobre el planeta desértico de Tatooine. A bordo, el señor de la guerra sith imperial más letal, Darth Vader, y sus soldados de asalto capturan a la princesa Leia Organa, una miembro secreto de la Rebelión. Antes de su captura, Leia se asegura de que el droide R2-D2 escape con los planos robados para una estación espacial imperial blindada, la Estrella de la Muerte, y un mensaje holográfico para el Maestro Jedi Obi-Wan Kenobi, que ha estado viviendo en el exilio en Tatooine. Junto con C-3PO, R2-D2 se encuentran con Luke Skywalker, un granjero que ha sido criado por su tía Beru y su tío Owen. Luke ayuda a los droides a localizar a Obi-Wan, quien ahora es un anciano ermitaño solitario conocido como Ben Kenobi. Se revela como un amigo del padre ausente de Luke, Anakin Skywalker, quien fue su aprendiz Jedi hasta que Vader lo asesinó. Le dice a Luke que también debe convertirse en Jedi. Después de descubrir que la granja de su familia ha sido destruida por el Imperio y sus tíos asesinados, van a Mos Eisley y contratan al contrabandista Han Solo, su co-pilot wookiee Chewbacca y su carguero espacial, el Halcón Milenario. Descubren que el mundo natal de Leia, Alderaan, ha sido destruido por la estación y pronto son capturados por la propia Estrella de la Muerte. Mientras Obi-Wan desactiva su rayo tractor y sucumbe ante Vader, Luke y Han rescatan a la cautiva princesa, atravesando increíbles peligros. Finalmente, entregan los planes de la Estrella de la Muerte a la Alianza Rebelde con la esperanza de descubrir una debilidad y lanzan un ataque contra ella.
El primer borrador, titulado The Star Wars, presentó a "la Fuerza" y al joven héroe Luke Starkiller. Annikín [sic]   apareció como el padre de Luke, un sabio caballero Jedi. Entre borradores, Lucas leyó El héroe de las mil caras de Joseph Campbell y se sorprendió al descubrir que su historia "seguía motivos clásicos". El tercer borrador reemplazó a (un difunto) Annikin con Ben Kenobi. Algunos meses después, Lucas había negociado un contrato que le otorgaba los derechos para dos secuelas. Lucas contrató a Alan Dean Foster, quien estaba escribiendo la novelización de la primera película, para escribirlos, con la principal restricción creativa de que podían filmarse con un presupuesto bajo. Para 1976, se había preparado un cuarto borrador para la fotografía principal. La película se tituló The Adventures of Luke Starkiller, tomada del Journal of the Whills, Saga I: The Star Wars. Durante la producción, Lucas cambió el nombre de Luke a Skywalker y acortó el título a The Star Wars, y finalmente solo Star Wars. En ese momento, Lucas no esperaba que la película garantizara secuelas a gran escala. El cuarto borrador del guion sufrió cambios sutiles para convertirse en una historia independiente que termina con la destrucción del Imperio en la Estrella de la Muerte. La intención era que si la película tenía éxito, Lucas podría adaptar las novelas de Foster en secuelas de bajo presupuesto. En ese momento, Lucas había desarrollado una historia de fondo tentativa para ayudar en el desarrollo de la saga.
Star Wars superó todas las expectativas. El éxito de la película y sus ventas de mercadería llevaron a Lucas a hacer de Star Wars la base de una serie de películas elaboradas, y usar las ganancias para financiar su centro de filmación, Skywalker Ranch. Después del lanzamiento de la primera secuela, la película original se subtituló Episodio IV: Una nueva esperanza en el guion publicado en el libro de 1979 The Art of Star Wars y para todos los relanzamientos posteriores, comenzando con un relanzamiento en cines en 1981.

### El imperio Contraataca
Tres años después de la destrucción de la Estrella de la Muerte, el Imperio obliga a la Alianza Rebelde a evacuar su base secreta en Hoth. Instruido por el espíritu de Obi-Wan, Luke viaja al mundo pantanoso de Dagobah para encontrar al Maestro Jedi escondido Yoda. El entrenamiento Jedi de Luke es interrumpido por Vader, quien lo atrae a una trampa capturando a Han y Leia en Cloud City, gobernada por el viejo amigo de Han, Lando Calrissian. Durante un feroz duelo, Vader revela que él es su padre.
Debido a preocupaciones financieras, la novela secuela de Alan Dean Foster, Splinter of the Mind's Eye (1978), restringió la historia a Luke, Leia y Darth Vader.  Después del éxito de la película original, Lucas sabía que una secuela recibiría un presupuesto razonable y contrató a Leigh Brackett para escribirla a partir de la historia de Lucas. Terminó un borrador a principios de 1978, pero murió de cáncer antes de que Lucas pudiera discutir los cambios que quería que hiciera. Su decepción con el primer borrador puede haberlo hecho considerar nuevas direcciones.  Lucas escribió el siguiente borrador, el primer guion que presentaba numeración episódica para una historia de Star Wars.  A Lucas le resultó divertido escribir este borrador, a diferencia de la lucha de un año para escribir la primera película, y rápidamente escribió dos más en abril de 1978. El giro de la trama de que Vader es el padre de Luke tuvo efectos drásticos en la serie.  Después de escribir estos borradores, Lucas desarrolló la historia de fondo entre Anakin, Obi-Wan y el Emperador. 
Con esta nueva historia de fondo en su lugar, Lucas decidió que la serie sería una trilogía de trilogías, designando la primera secuela Episodio V: El Imperio Contraataca en el próximo borrador. Lawrence Kasdan, que acababa de terminar de escribir Raiders of the Lost Ark, fue contratado para escribir los siguientes borradores y recibió aportes adicionales del director Irvin Kershner. Kasdan, Kershner y el productor Gary Kurtz vieron la película como una historia más seria y adulta, y desarrollaron la secuela a partir de las raíces de aventuras ligeras de la primera película. 

### El regreso del Jedi
Aproximadamente un año después de la captura de Han, Luke se une a Leia y Lando en un intento de rescate para salvarlo del gánster Jabba the Hutt. Luego, Luke regresa a Dagobah para completar su entrenamiento Jedi, solo para encontrar a Yoda en su lecho de muerte. En sus últimas palabras, Yoda confirma la verdad sobre su padre y que Luke debe enfrentarse a Vader nuevamente para completar su entrenamiento. Mientras los Rebeldes lideran un ataque a la segunda Estrella de la Muerte, Luke se enfrenta a Vader en un duelo con sables de luz mientras el Emperador observa; ambos Lores Sith tienen la intención de convertir a Luke al lado oscuro y tomarlo como su aprendiz.
Ford originalmente no había firmado para aparecer en una segunda secuela, pero estaba convencido de regresar con la condición de que su personaje muriera. Kurtz quería un final agridulce y matizado con Lucas que no solo viera a Han muerto, sino que también representara a las fuerzas rebeldes en pedazos, Leia luchando como una reina y Luke caminando solo (como en un spaghetti western), mientras que Lucas quería un final más feliz. finalizando, en parte para incentivar la venta de juguetes. Esto generó tensión entre los dos, lo que provocó que Kurtz dejara la producción.

## Temas
La trilogía de Star Wars, a diferencia de las producciones de ciencia ficción que presenta escenarios elegantes y futuristas, retrata a la galaxia como sucia y mugrienta en el concepto de Lucas de un "universo usado". Esto se inspiró en parte en las películas de época de Akira Kurosawa, que, al igual que la trilogía original de Star Wars, a menudo comienzan in medias res sin explicar una historia de fondo completa.
La ciencia política ha sido un elemento importante de Star Wars desde que se lanzó la franquicia en 1977, centrándose en una lucha entre la democracia y la dictadura. El diseño de Darth Vader, inicialmente inspirado en la armadura Samurái, también incorporó un casco militar alemán. Lucas originalmente concibió a los Sith como un grupo que servía al Emperador de la misma manera que las Schutzstaffel (SS) servían a Adolf Hitler; esto se condensó en un personaje en forma de Vader. Lucas también ha establecido paralelismos entre Palpatine y dictadores históricos como Julio César, Napoleón Bonaparte y políticos como Richard Nixon. Los soldados de asalto toman prestado el nombre de soldados de "choque" de la Primera Guerra Mundial, Los oficiales imperiales visten uniformes que se asemejan a los de las fuerzas alemanas durante la Segunda Guerra Mundial, y los oficiales políticos y de seguridad se asemejan a las SS vestidas de negro hasta la estilizada calavera plateada de sus gorras. Se utilizaron términos de la II Guerra Mundial  para los nombres en las películas, por ejemplo, los planetas Kessel (un término que se refiere a un grupo de fuerzas rodeadas) y Hoth (después de Hermann Hoth, un general alemán que sirvió en el Frente Oriental cargado de nieve). Las tomas de los comandantes mirando a través de las pantallas de los caminantes AT-AT en The Empire Strikes Back se asemejan a los interiores de los tanques, y las batallas espaciales en la película original se basaron en peleas de perros de ambas guerras mundiales.

## Relanzamientos
La película original de Star Wars fue relanzada en cines en 1978, 1979, 1981 y 1982. Las tres películas se lanzaron en varios formatos de video doméstico, incluidos LaserDisc y VHS, hasta 1996. La trilogía fue relanzada en cines en una "Edición especial" en 1997, con varias adiciones y cambios, algunos de los cuales fueron recibidos negativamente. Estas versiones se lanzaron en VHS, reemplazando las versiones originales de las películas como la visión "original" de Lucas, y se crearon en parte para revitalizar el interés en la saga antes de la trilogía de precuelas. La edición especial de Star Wars se estrenó el 5 de febrero de 1998 en las estaciones de WB de todo el país (incluidas Nueva York y Los Ángeles). Se realizaron más cambios en las tres películas para un lanzamiento en DVD en 2004, con la intención de que las películas tuvieran una mayor continuidad con las precuelas. Estos fueron relanzados en 2006 con discos adicionales de las versiones originales de las películas (transferidas de LaserDiscs de 1993). En 2011, las cajas de la trilogía original y la precuela se lanzaron en Blu-ray, y todas incluyeron otra ronda de alteraciones.
A principios de la década de 2010, se planearon lanzamientos en 3D para las seis películas. Sin embargo, después del lanzamiento en 3D de The Phantom Menace en 2012, financieramente decepcionante, el resto fue cancelado.
En 2019, Kathleen Kennedy, presidenta de Lucasfilm desde la adquisición de la compañía por parte de Disney en 2012, declaró que no haría modificaciones a la trilogía original de Lucas, porque "esos siempre serán suyos". Mientras promocionaba The Rise of Skywalker, el director J. J. Abrams expresó su esperanza de que las versiones originales de la trilogía se lanzaran oficialmente, pero dijo que los poderes fácticos le habían dicho "que eso no es necesariamente posible". Dijo además que al hacer El despertar de la fuerza, había tenido un desacuerdo sobre el diálogo entre Vader y el Emperador en El imperio contraataca antes de darse cuenta de que se hacía referencia a diferentes versiones de la película; citó las "Ediciones Despecializadas" de las películas creadas por fanáticos, mientras que la otra parte había recordado la versión oficial actual.
Inicialmente, no estaba claro si las primeras seis películas de la franquicia Star Wars estarían disponibles en Disney+ tras el lanzamiento del servicio, ya que TBS tenía los derechos de transmisión hasta 2024 como parte de sus derechos de cable de la franquicia. Sin embargo, el 11 de abril de 2019, se anunció que las películas estarían disponibles en el lanzamiento.

## Recepción

### Taquillas
| Película               | Fecha de lanzamiento | Presupuesto     | Ingresos de taquilla | Ingresos de taquilla                        | Ingresos de taquilla | Ingresos de taquilla | Ranking de taquilla | Ranking de taquilla | Ref.                 |
| Película               | Fecha de lanzamiento | Presupuesto     | EE. UU y Canadá      | Ajustado para inflación (América del Norte) | Otros territorios    | Mundial              | EE. UU. y Canadá    | Mundial             | Ref.                 |
| ---------------------- | -------------------- | --------------- | -------------------- | ------------------------------------------- | -------------------- | -------------------- | ------------------- | ------------------- | -------------------- |
| Star Wars              | 25 de mayo de 1977   | $ 11 millones   | $460,998,007         | $1,608,419,900                              | $314,600,000         | $775,598,007         | #16                 | #90                 | [ 45 ] [ 46 ]        |
| El imperio Contraataca | 21 de mayo de 1980   | $ 33 millones   | $290,075,067         | $886,571,200                                | $257,900,000         | $547,975,067         | #91                 | #183                | [ 47 ] [ 48 ] [ 49 ] |
| El regreso del Jedi    | 25 de mayo de 1983   | $ 32,5 millones | $309,306,177         | $849,356,500                                | $166,000,000         | $475,306,177         | #75                 | #220                | [ 50 ] [ 51 ]        |
| Total                  | Total                | $ 76,5 millones | $1,060,779,251       | $3,344,347,600                              | $728,500,000         | $1,798,879,251       | #2                  | #2                  |                      |

### Respuesta crítica
La película original de Star Wars se estrenó en el verano de 1977 con gran éxito de crítica y se transformó en el gran éxito de taquilla de ese momento, superando a Tiburón (1975), hasta 1982, cuando fue superada por ET the Extra-Terrestrial. Al año siguiente, ganó seis de sus once nominaciones en los 50° Premios de la Academia. El éxito de la primera película llevó a que se convirtiera en un fenómeno cultural pop que generó innumerables productos derivados de la televisión, videojuegos, películas y un imperio de múltiples productos. Luego fue precedido por dos entregas, The Empire Strikes Back (1980) y Return of the Jedi (1983), que también fueron muy exitosas, con el clímax de la primera, donde Vader se revela como el padre de Luke, convirtiéndose en uno de los más icónicos giros argumentales en la historia del cine.
La trilogía original fue elogiada por sus innovadores efectos visuales y de sonido, la música de John Williams, la escritura, los personajes y el concepto. Muchos consideran principalmente que Star Wars y The Empire Strikes Back se encuentran entre las mejores películas jamás realizadas, mientras que Return of the Jedi fue bien recibida pero no considerada a la par de sus predecesoras.
| Película               | Rotten Tomatoes                                   | Metacritic      |
| ---------------------- | ------------------------------------------------- | --------------- |
| Star Wars              | 92% (8.80/10 calificación promedio) (132 reseñas) | 90 (24 reseñas) |
| El imperio Contraataca | 94% (8.90/10 calificación promedio) (105 reseñas) | 82 (25 reseñas) |
| El regreso del Jedi    | 82% (7.20/10 calificación promedio) (96 reseñas)  | 58 (24 reseñas) |

### Elogios
En 1989, la Biblioteca del Congreso seleccionó la película original de Star Wars para su conservación en el Registro Nacional de Cine de EE. UU. por ser "cultural, histórica o estéticamente significativa". The Empire Strikes Back fue seleccionado en 2010, y Return of the Jedi fue seleccionado en 2021. Los rollos de 35 mm de las Ediciones Especiales de 1997 fueron las versiones presentadas inicialmente para su preservación debido a la dificultad de transferirlas desde las copias originales, pero luego se reveló que la Biblioteca poseía una copia de depósito de derechos de autor de los estrenos teatrales originales. Para 2015, Star Wars se transfirió a un escaneo 2K que se puede ver con cita previa.

## Impacto y legado

### Cultura popular
La popularidad de las películas ha generado numerosas referencias en obras de la cultura popular; ejemplo de ello esta en series de televisión como Los Simpson, Family Guy, South Park y Robot Chicken, películas como Clerks, Free Guy y Toy Story 2, y en el léxico político, como el apodo que el político Ted Kennedy le dio a la Iniciativa de Defensa Estratégica de Ronald Reagan. Los logros artísticos y tecnológicos de la trilogía han influido en otros cineastas como Ridley Scott, James Cameron, David Fincher, Joss Whedon, Peter Jackson y Christopher Nolan, así como en uno de los directores de la trilogía de secuelas, J.J. Abrams.
El impacto de la trilogía ha marcado fuertemente el futuro de las carreras de sus estrellas, incluidas Mark Hamill (Luke Skywalker), Carrie Fisher (Princesa Leia), Harrison Ford (Han Solo), Anthony Daniels (C-3PO), Kenny Baker (R2-D2), Peter Mayhew (Chewbacca), James Earl Jones (Darth Vader), Billy Dee Williams (Lando Calrissian) y Warwick Davis (Wicket W. Warrick).

### Trilogías de precuelas y secuelas
El éxito y el gran impacto de la trilogía original de Star Wars dieron lugar a dos trilogías más, ambas económicamente exitosas, con entregas individuales que recibieron críticas entre mixtas a positivas.
La trilogía de precuelas está conformada por The Phantom Menace (1999), Attack of the Clones (2002) y Revenge of the Sith (2005), todas dirigidas y escritas por Lucas. Las precuelas presentan a Baker, Daniels, Oz, Mayhew y McDiarmid retomando sus papeles, junto a Ewan McGregor, Natalie Portman, Hayden Christensen, Liam Neeson y Samuel L. Jackson como nuevos protagonistas. Después de completar su saga de seis películas, Lucas declaró que no habría más secuelas.
En 2012, Disney compró Lucasfilm y produjo una trilogía secuela. Esta se compone de The Force Awakens (2015), The Last Jedi (2017) y The Rise of Skywalker (2019). Lucas tuvo poca participación directa en la creación de estas películas. El trilogía presenta al elenco original principal retomando sus papeles y un nuevo elenco que incluye a Daisy Ridley, John Boyega, Oscar Issac, Adam Driver, Domhnall Gleeson, Andy Serkis, entre.

### Otros medios
Star Wars se transformó en franquicia, donde además de las películas principales, conviven películas fuera de la Saga Skywalker, numerosos spin-offs de televisión como Star Wars: The Clone Wars, The Mandalorian y otras próximas series de acción en vivo para Disney+, así como cientos de videojuegos, libros, cómics y atracciones de parques temáticos en Disneyland y Walt Disney World.